# Симбірка
Симбі́рка (рос. Симбирка) — село у складі Іжморського округу Кемеровської області, Росія.

## Населення
Населення — 566 осіб (2010; 721 у 2002).
Національний склад (станом на 2002 рік):
- росіяни — 54 %
- чуваші — 39 %